# Maki Kusumoto
楠本・まき
Œuvres principales
Première œuvre : Oki ni mesumama
Autre ouvrage : Dolis
Maki Kusumoto (楠本・まき, Kusumoto Maki) est une mangaka née le 15 juillet 1967  dans la préfecture de Kanagawa (Japon).
Dolis est la seule de ses œuvres disponible en français (chez Kana).

## Biographie
Elle commence le manga à 16 ans, et finit par abandonner ses études pour s'y consacrer pleinement.
L'auteure vit entre l'Angleterre (Londres) et le Japon.

## Œuvre
Son style est très épuré et contrasté, voire minimaliste. L'auteur exprime un grand sens esthétique, au travers de la silhouette de ses personnages. Ses œuvres sont assez sombres, ses personnages torturés.
- 1988 - 1991 : KISS×××× (?), prépublié dans Margaret
- 1994 : K no Souretsu (Kの葬列?)
- 1997 : Hikarabita Taiji (乾からびた胎児?)
- 1998 : Dolis (致死量ドーリス, Chishiryō Dolis?)

## Source
1. ↑  (en + de + fr + ja) Masanao Amano, Manga Design, Cologne, Taschen, coll. « Mi », 15 mai 2004, 576 p., 19,6 cm × 24,9 cm, broché (ISBN 978-3-8228-2591-4, présentation en ligne), p. 188-191édition multilingue (1 livre + 1 DVD) : allemand (trad. originale Ulrike Roeckelein), anglais (trad. John McDonald & Tamami Sanbommatsu) et français (trad. Marc Combes)